# Oliver et Compagnie (jeu vidéo)
Oliver et Compagnie est un jeu vidéo d'action développé et édité par Coktel Vision, sorti en 1989 sur DOS, Amiga et Atari ST. Il est adapté du long métrage d'animation de Walt Disney Pictures Oliver et Compagnie.

## Accueil
- Aktueller Software Markt : 8/12 (ST)[1]